# ق
ق（カーフ, アラビア語: قاف）はアラビア文字の21番目に位置する文字。無声口蓋垂破裂音 /q/ を表す。

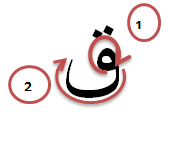
単独形の筆順

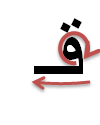
語頭形の筆順

フェニキア文字から受け継がれた文字の一つで、ヘブライ文字の ק、古いギリシャ文字のコッパ、ラテン文字の Q に対応する。もともとの形は猿（アラビア語: قرد）に由来する（ヘブライ語: קוף (Qoph) は猿を意味する）。

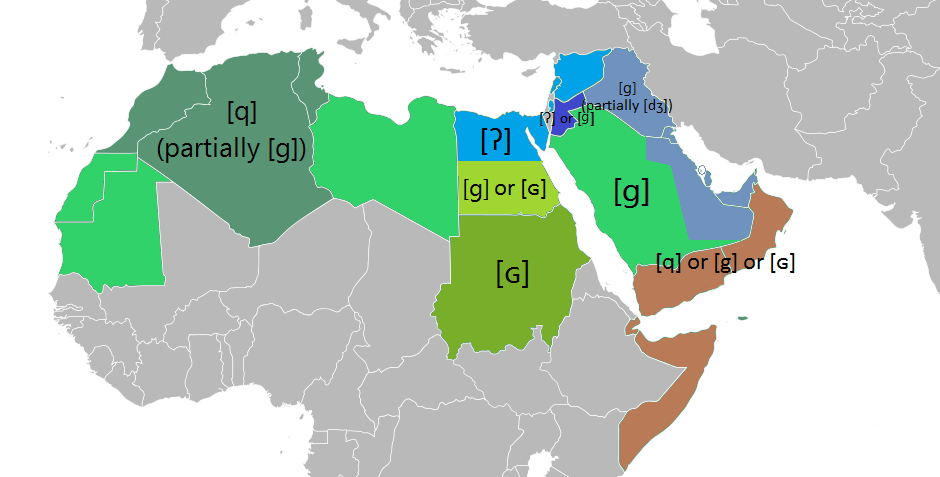
地域によって異なる「ق」の音価

各地の口語でさまざまに発音される。アラビア半島・イラク・レヴァント地方のベドウィン方言・リビアなどでは /g/ と発音され、エジプトやレヴァントの都市部などでは /ʔ/、スーダンでは غ（ガイン）と同じ /ɣ/ の音価を持つ。
マグリブ地方のカイラワーン書体では、カーフの点はひとつだけである。ف (f) の点は下に書かれるので、区別がつく。

## 符号位置
| 文字 | Unicode | JIS X 0213 | 文字参照        | 説明                 |
| ---- | ------- | ---------- | --------------- | -------------------- |
| ق    | U+0642  | ‐          | &#x642; &#1602; | カーフ               |
| ٯ    | U+066F  | ‐          | &#x66F; &#1647; | 点のないカーフ       |
| ڧ    | U+06A7  | ‐          | &#x6A7; &#1703; | マグリブ地方のカーフ |
| ڨ    | U+06A8  | ‐          | &#x6A8; &#1704; | チュニジアの g       |